# انداگویا
انداگویا (به اسپانیایی: Andagoya) یک منطقهٔ مسکونی در کلمبیا است که در شهرستان چوکو واقع شده‌است.